# Vladislav Müller (lední hokejista)
Vladislav Müller (10. ledna 1925 – 15. března 1947) byl československý hokejový útočník. Zemřel na následky zranění utrpěného při utkání v Německu. Byl nejrychlejším českým hokejistou poválečného období.

## Hráčská kariéra
Za reprezentaci Československa nastoupil v letech 1945 až 1947 v 7 utkáních, ve kterých dal 4 góly. V lize hrál za LTC Praha.

## Pohřeb Vladislava Müllera

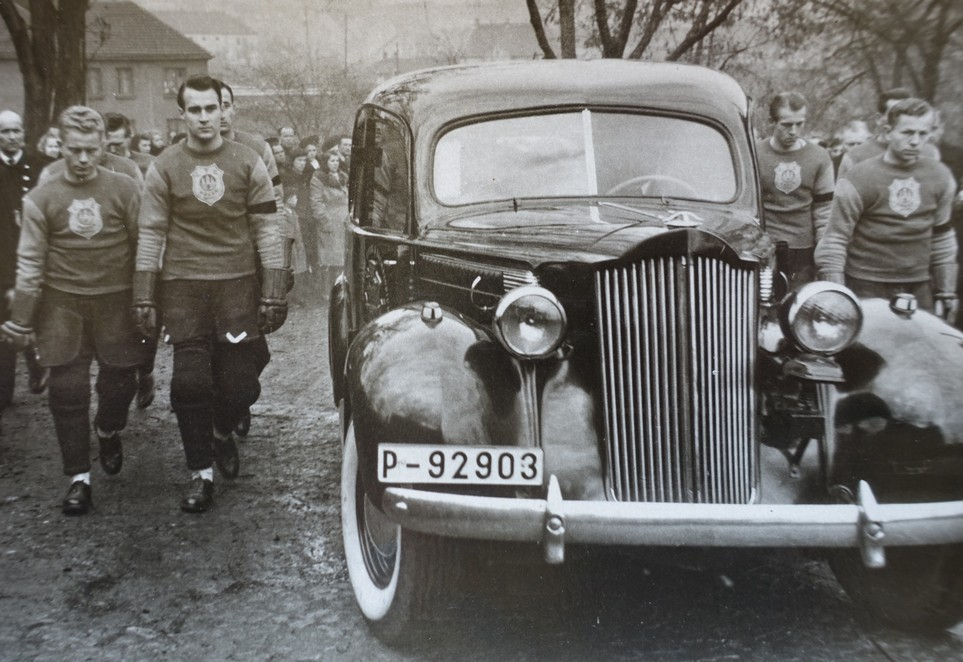
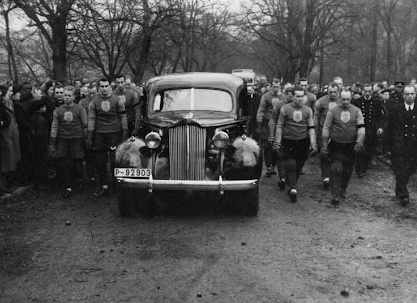
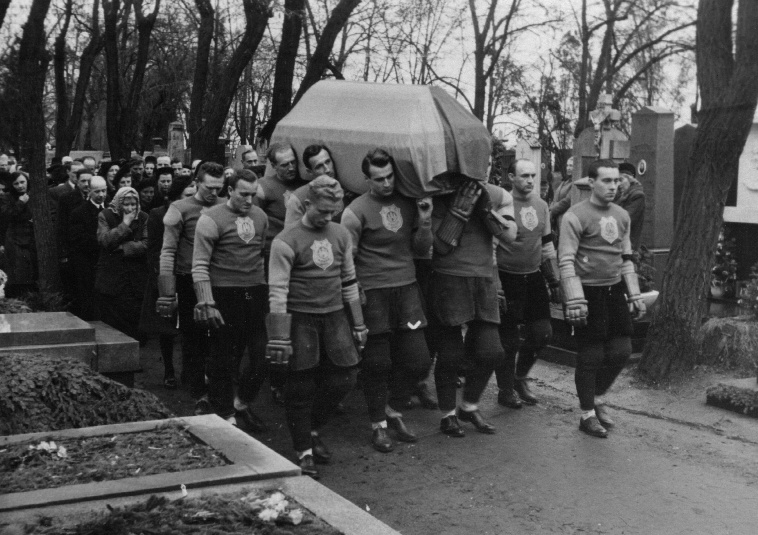
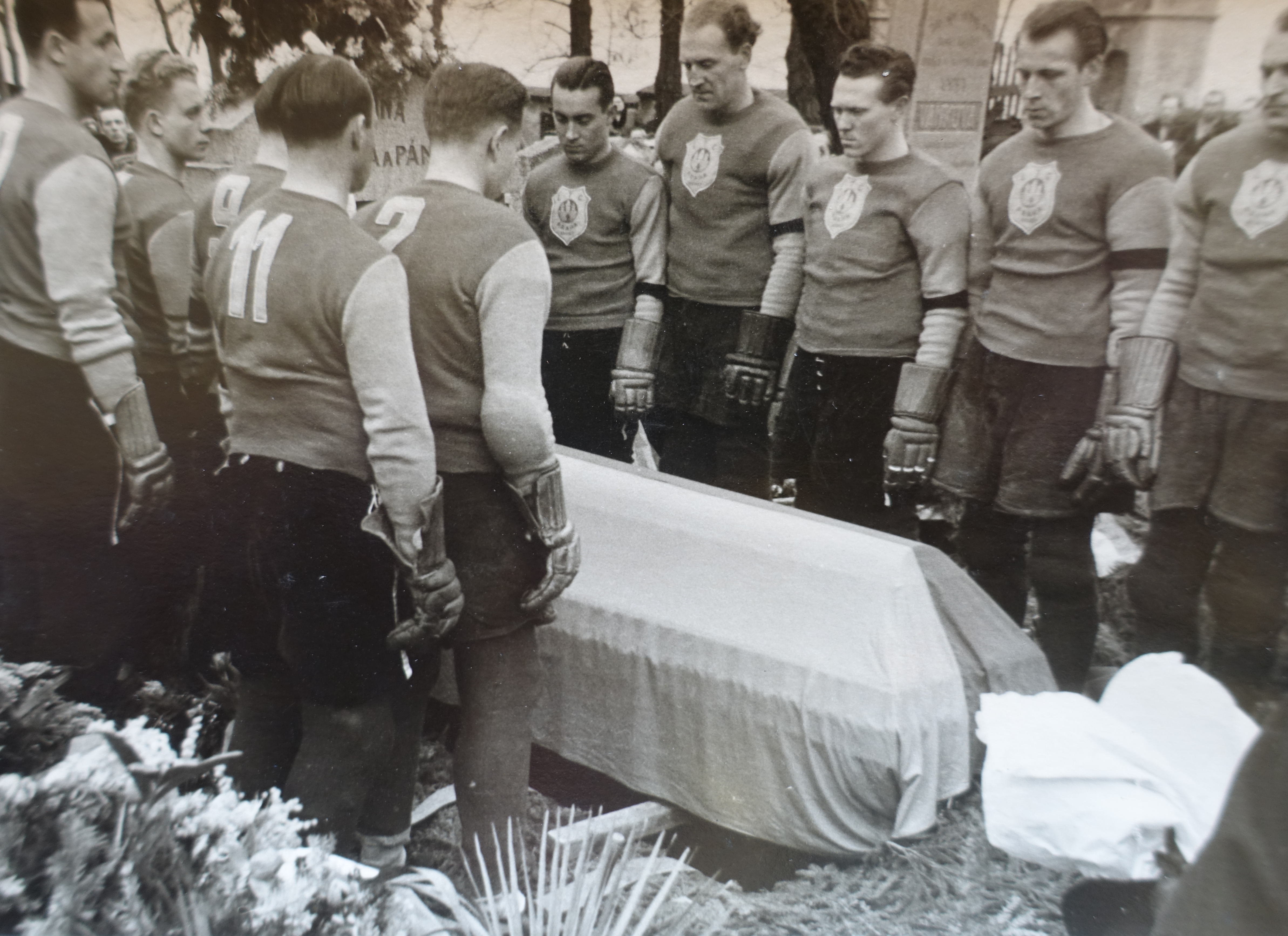